# Indiana
För andra betydelser, se Indiana (olika betydelser).
Indiana är en amerikansk delstat i regionen Great Lakes i USA och är den 19:e delstaten att ansluta sig till unionen. Indiana är med cirka 6 300 000 invånare den 16:e folkrikaste delstaten och den 17:e befolkningstätaste. Indiana är till ytan den 38:e största och den minsta delstaten i kontinentala USA väster om Appalacherna. Dess huvudstad och största stad är Indianapolis, den största av alla delstatshuvudstäder öster om Mississippifloden.
Indiana har flera storstadsområden med en befolkning på mer än 100 000 invånare samt ett antal mindre industristäder och små orter. Delstaten är hem för flera stora idrottslag och idrottsevenemang däribland NFL:s Indianapolis Colts, NBA:s Indiana Pacers, bilsporttävlingen Indianapolis 500 (som är det största endagsidrottsevenemanget i världen). Invånarna i Indiana kallas Hoosiers, men ursprunget av den benämningen är okänt. Många förklaringar ges, även humoristiska sådana av James Whitcomb Riley om att pionjärer i Indiana skulle ropa "Är de nån där?" i vildmarken eller "Vems öra?" efter ett slagsmål. Delstatens namn betyder "indianernas land" eller helt enkelt "indianland". Detta namn går tillbaka till åtminstone 1760-talet och användes först av kongressen när Indianaterritoriet införlivades år 1800. Före detta hade man varit en del av det nordvästra territoriet.
Dessförinnan hade Indiana varit bebott av olika ursprungsbefolkningar och historiska indiankulturer i tusentals år. Angel Mounds State Historic Site är en av de bäst bevarade antika jordverken i USA och ligger i sydvästra Indiana nära Evansville.

## Historia
Indiana har varit bebodd av nomadstammar sedan möjligtvis så pass tidigt som 8000 f.Kr. Dessa stammar efterträdde varandra i mått av betydelse under flera årtusenden. Omkring 900 dök Mississippikulturen upp och blev dominant i området, bland annat byggdes städer med upp till 30 000 invånare. Av okända anledningar försvann hela denna civilisation omkring 1450. Regionen trädde in i den nedskrivna historien då de första européerna dök upp i Indiana och beslagtog området för Frankrike omkring 1670-talet. Då det franskindianska kriget och etthundra år av franskt styre hade avslutats, kom området under brittisk kontroll. Denna kontroll var dock kortlivad, eftersom regionen fördes över till den nyskapade statsbildningen USA i slutet av amerikanska revolutionen bara 20 år senare.
Då USA tog Indiana i anspråk fanns bara två permanenta europeiska bosättningar i hela territoriet, Clark's Grant och Vincennes. USA inledde genast arbetet med att utveckla delstaten. 1800 etablerades och bebyggdes Indiana Territory. Till att börja med placerades territoriet under William Henry Harrisons guvernörskap. Harrison övervakade landköpen från ursprungsinvånarna och ledde området genom Tecumsehs krig och 1812 års krig.
Indiana blev en fullvärdig delstat 1816 och blev då den 19:e staten. Den nya regeringen inledde då en ambitiös plan att omvandla Indiana från vildmark till en utvecklad, välbefolkad och välmående delstat. Ett program för att bygga vägar, kanaler, järnvägar och skolor utvecklades. Planerna gjorde att delstaten nästan gick i bankrutt och ledde till finansiell katastrof, men ökade mark- och tillverkningsvärdena i delstaten mer än fyrfaldigt. Under 1850-talet växte befolkningen till att överstiga en miljon invånare, och de ursprungliga planerna kunde till slut färdigställas.
Under amerikanska inbördeskriget blev delstaten politiskt inflytelserik och spelade en viktig roll i nationens ärenden. Som den första västliga delstat att mobilisera för krig, var Indianas soldater närvarande i nästan samtliga strider under krigets gång. Efter inbördeskriget fortsatte Indiana att vara viktig då den blev en kritisk så kallad swing state, under de amerikanska presidentvalen. Efter inbördeskriget började Indianas industrier växa med en accelererad takt genom norra delen av staten, vilket ledde till att fackföreningar och rösträttsrörelser bildades.
Under det tidiga 1900-talet utvecklades Indiana till en stark tillverkningsstat, men upplevde senare under den stora depressionen nedgångar. Delstaten gavs också många nya möjligheter, såsom bygget av Indianapolis Motor Speedway, bilindustrins framfart, urban utveckling och två krig. Den ekonomiska återväxten började under andra världskriget då staten fortsatte att gå framåt. Under andra halvan av 1900-talet blev Indiana en ledande delstat inom läkemedelsindustrin, då Eli Lilly och andra företag placerade sig i delstaten.

## Städer
| Rank                                                   | Stad         | 2007 års befolkning | 2007 års storstadsbefolkning |
| ------------------------------------------------------ | ------------ | ------------------- | ---------------------------- |
| 1                                                      | Indianapolis | 795 458             | 2 014 267                    |
| 2                                                      | Fort Wayne   | 251 247             | 410 070                      |
| 3                                                      | Evansville   | 116 253             | 349 717                      |
| 4                                                      | South Bend   | 104 069             | 316 639                      |
| 5                                                      | Gary         | 96 429              | 698 971                      |
| 6                                                      | Hammond      | 77 175              | *                            |
| 7                                                      | Bloomington  | 72 254              | 183 733                      |
| 8                                                      | Fishers      | 66 080              | **                           |
| 9                                                      | Muncie       | 65 410              | 115 419                      |
| 10                                                     | Carmel       | 64 400              | **                           |
| 11                                                     | Lafayette    | 63 679              | 192 161                      |
| 12                                                     | Terre Haute  | 58 932              | 169 346                      |
| 13                                                     | Anderson     | 57 311              | 131 312                      |
| 14                                                     | Elkhart      | 52 647              | 197 942                      |
| 15                                                     | Mishawaka    | 49 439              | ***                          |
| *Gary Metro, **Indianapolis Metro, ***South Bend Metro |              |                     |                              |

## Sport
Sedan 1994 ligger travbanan Hoosier Park i Anderson. Banan har bland annat varit värd för samtliga lopp i loppserien Breeders Crown.

### Professionella lag i de högsta ligorna
- NFL - amerikansk fotboll
  - Indianapolis Colts
- NBA - basketboll
  - Indiana Pacers

## Kända personer födda i Indiana
- Anne Baxter, skådespelare
- Larry Bird, basketspelare
- Frank Borman, astronaut
- Hoagy Carmichael, sångtextförfattare
- James Dean, skådespelare
- Theodore Dreiser, författare
- Virgil I. Grissom, astronaut
- John Hay, utrikesminister
- Jimmy Hoffa, fackföreningsledare
- Freddie Hubbard, jazztrumpetare
- Michael Jackson, sångare, koreograf, musiker, skådespelare, producent
- Jim Jones, sektledare
- Alfred Kinsey, zoolog
- David Letterman, programledare i TV
- Karl Malden, skådespelare
- Steve McQueen, skådespelare
- John Mellencamp, sångare och musiker
- Tom Metzger, grundare av den rasistiska rörelsen White Aryan Resistance
- Edna Parker, mot slutet av sitt liv världens äldsta levande människa
- Mike Pence, USA:s 48:e vicepresident
- Cole Porter, kompositör och textförfattare
- Dan Quayle, USA:s 44:e vicepresident
- Axl Rose, musiker, sångare, låtskrivare
- Paul Samuelson, ekonom, nobelpristagare
- Harland D. Sanders, grundare av Kentucky Fried Chicken (KFC)
- Red Skelton, komiker
- Joseph Stiglitz, ekonom, nobelpristagare
- Izzy Stradlin, musiker, sångare och låtskrivare
- Kurt Vonnegut, författare
- John Whiteaker, politiker, guvernör i Oregon och kongressledamot
- Orville Wright, flygpionjär
- Wilbur Wright, flygpionjär

## Tidszon
Större delen av Indiana hade inte sommartid, till skillnad från de flesta delstater i USA och alla omgivande. Detta har skapat förvirring, inte minst då vissa gränsområden faktiskt haft sommartid, några med tidszonen till väster och några med tidszon till öster. Sen 2006 har Indiana haft sommartid i sin helhet, och samtidigt flyttades gränsen mellan tidszonerna något österut, så att ungefär den västra tredjedelen har Chicago-tid, och resten östkusttid. Varje kommun bestämmer nämligen detta själv.